# Esquizofrenia (filme)
Esquizofrenia - Entre o Real e o Imaginário ou somente Esquizofrenia, é um filme de 2004 de gênero (Drama, mistério e suspense), dirigido por Lodge Kerrigan, estrelado por Damian Lewis, Abigail Breslin, Amy Ryan, Brenda Denmark, Chris Bauer, Christopher Evan Welch,  Ed Wheeler, John Tormey, Liza Colón-Zayas, Yvette Mercedes.

## Sinopse
William Keane (Damian Lewis) um homem atormentado por um sentimento de culpa: Ter tirado os olhos de sua filha por um breve momento. A busca diária por informações sobre o suposto desaparecimento em um terminal de ônibus em Nova York, não é o seu único conflito, a batalha contra a devastadora esquizofrenia transforma sua vida. Entre a dor e conflitos, como distinguir o real do imagiário?.